# Default (financiën)
Een default is een situatie waarbij een kredietnemer zijn beloofde betalingen niet nakomt of kan nakomen of dat er niet meer aan de overeengekomen voorwaarden voor het krediet wordt voldaan. Deze situatie komt overeen met de obligatierating "C" (of "D").
Een default kan voorkomen bij alle vormen van schulden waaronder: obligaties en leningen. Vaak volgt er naar aanleiding van een default een faillissement.